# Solakovići (Kiseljak, BiH)
Solakovići su naseljeno mjesto u općini Kiseljak, Federacija Bosne i Hercegovine, BiH.
Nalazi se nadomak Kiseljeka, uz rijeku Lepenicu. 

## Stanovništvo

### 1991.
Nacionalni sastav stanovništva 1991. godine, bio je sljedeći:
ukupno: 305
- Muslimani - 300
- ostali, neopredijeljeni i nepoznato - 5

### 2013.
Nacionalni sastav stanovništva 2013. godine, bio je sljedeći:
ukupno: 220
- Bošnjaci - 219
- ostali, neopredijeljeni i nepoznato - 1